# پهن‌نوک سرخ‌وسیاه
پهن‌نوک سرخ‌وسیاه (نام علمی: Cymbirhynchus macrorhynchos) نام یک گونه از تیره پهن‌نوکان نمادین است.